# زندگی وارونه
زندگی وارونه فیلمی به کارگردانی نصرت‌الله وحدت و نویسندگی رضا کریمی محصول سال ۱۳۵۰ است.

## بازیگران
- نصرت‌الله وحدت
- شیلا
- کامی کسروی
- روشنک
- عبدی
- قلی صفاپور
- علی میری